# Barrio de San Lucas

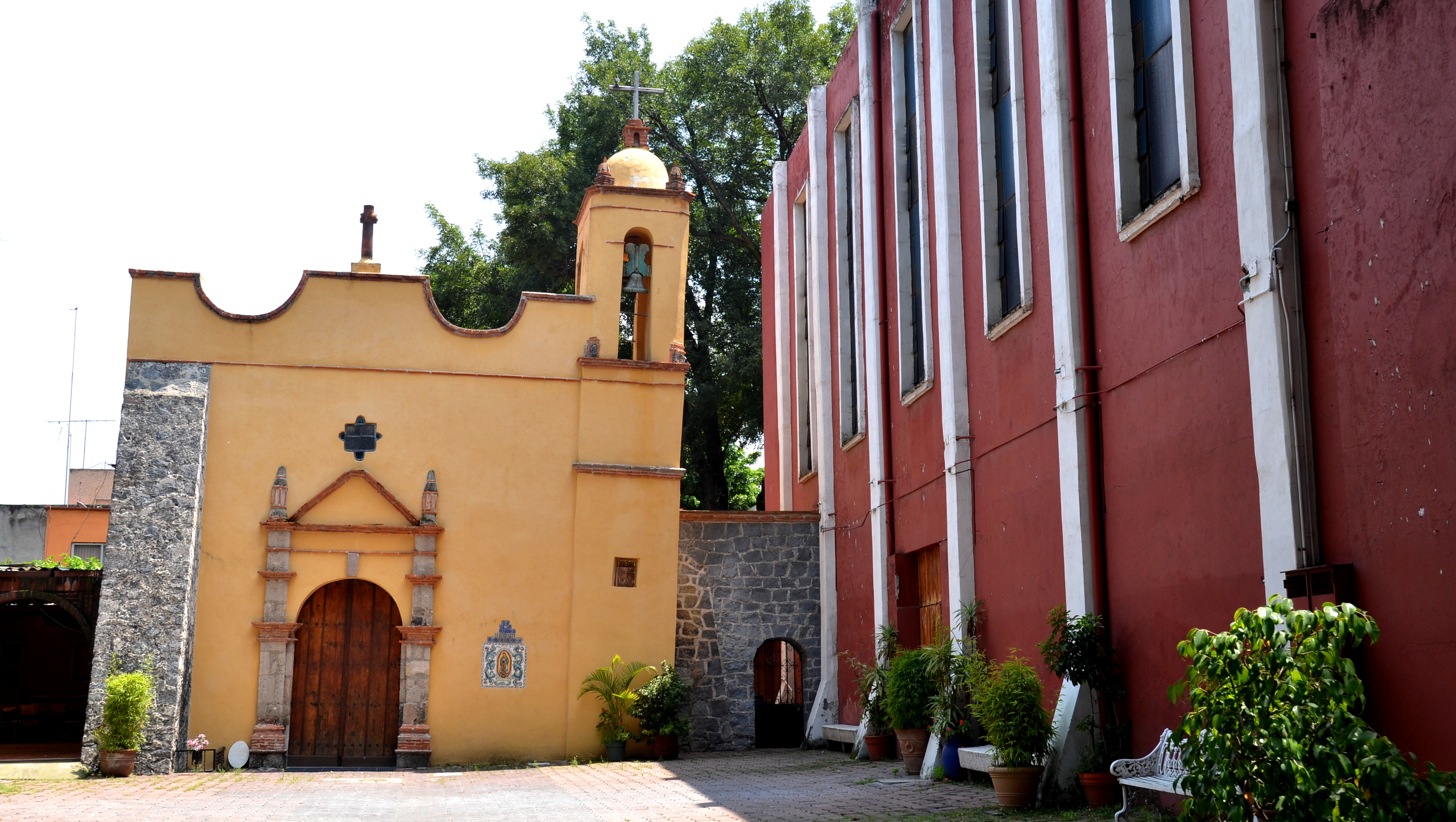
Die Kirche San Lucas Tlaxopa im gleichnamigen Barrio

Das Barrio de San Lucas ist einer von 151 Wohnbezirken (spanisch: colonias) in der Delegación Coyoacán in Mexiko-Stadt und eines der ursprünglichen Viertel von Coyoacán.

## Lage
Das Barrio de San Lucas erstreckt sich zwischen der Avenida Miguel Hidalgo im Norden, der Avenida División del Norte im Osten, der Calle América im Süden und der Calle Vicente García Torres, die im Westen die Grenze zum benachbarten Barrio La Concepción bildet.

## Fläche und Einwohnerzahl
Das Viertel ist etwa 51 Hektar groß und zählte zum Zeitpunkt der letzten Erhebung 4880 Einwohner in 1570 Wohneinheiten.

## Wissenswertes
Die längste Straße des Viertels ist die gleichnamige Avenida Real San Lucas, die das Viertel in nördlich-südlicher Richtung durchquert. An der Straße befinden sich die zwischen 1946 und 1957 errichtete Kirche San Lucas Tlaxopa (Foto), die sich stark zur rechten Seite neigt, sowie einige kuriose Häuser, wie die so genannte Casa del Genovés.
Die aktuelle Präsidentin Mexikos, Claudia Sheinbaum, wuchs im Barrio de San Lucas auf.